# Linus Witte
Linus Witte (6 aprile 2001) è uno sciatore alpino tedesco.

## Biografia
Linus Witte è fratello di Jonas, a sua volta sciatore alpino; slalomista puro attivo dal dicembre del 2017, ha esordito in Coppa Europa il 9 febbraio 2020 a Berchtesgaden, senza completare la prova, e ai Mondiali juniores di Panorama 2022 ha vinto la medaglia di bronzo. L'11 febbraio 2023 ha conquistato a Jaun la prima vittoria, nonché primo podio, in Coppa Europa; ha debuttato in Coppa del Mondo il 18 novembre 2023 a Gurgl, senza completare la prova. Non ha preso parte a rassegne olimpiche o iridate.

## Palmarès

### Mondiali juniores
- 1 medaglia:
  - 1 bronzo (slalom speciale a Panorama 2022)

### Coppa Europa
- Miglior piazzamento in classifica generale: 77º nel 2023
- 1 podio:
  - 1 vittoria

#### Coppa Europa - vittorie
| Data             | Località | Paese    | Specialità |
| ---------------- | -------- | -------- | ---------- |
| 11 febbraio 2023 | Jaun     | Svizzera | SL         |

Legenda:

SL = slalom speciale